# زبان تلوگو
زبان تِلوگو یا زبان تِلُگو (تِلوگویی، تِلُگویی) (తెలుగు - Telugu) یکی از زبان‌های دراویدی است. بر اساس سرشماری سال ۲۰۰۱، زبان تِلوگویی با ۷۴ میلیون گویشور، سومین زبان بومی پرشمار در هند و پانزدهمین زبان پر گویشور در جهان است.
زبان تلوگو به‌طور عمده در ایالت آندرا پرادش، واقع در جنوب‌شرقی هند تکلم می‌شود. این زبان، گسترده‌ترین زبان از میان چهار زبان مهم دراویدی در جنوب هند محسوب می‌شود. در قانون اساسی هند، هریک از این چهار زبان به عنوان یک زبان ایالتی به رسمیت شناخته شده‌است. الفبای تلوگویی شباهت بسیار زیادی با زبان کندا دارد که هر دو از خط «گرانتا» نشأت گرفته‌اند که خود در قرن پنجم میلادی در هند پدیدار شد.
زبان تلوگو ساختاری پی‌بستی دارد، یعنی با افزودن پسوندهای گرامری، نقش‌های معنایی و نحوی جمله مشخص می‌شوند. ترتیب واژگان در جمله معمولاً فاعل–مفعول–فعل است. تلوگو آوای خوش‌آهنگی دارد و به همین دلیل در سنت ادبی هند به آن لقب «ایتالیایی شرق» داده‌اند. واژگان تلوگو از واژه‌های بومی دراویدی، و همچنین شمار زیادی واژه‌های وام‌گرفته از زبان‌های سانسکریت، فارسی و انگلیسی تشکیل شده‌اند.
ادبیات تلوگو پیشینه‌ای کهن دارد و از سده یازدهم میلادی شکل منظمی به خود گرفت. نخستین آثار مهم آن عمدتاً ترجمه‌ها و بازسرایی‌های حماسه‌های سانسکریت مانند رامایانا و مهاباراتا بودند که به زبان مردم کوچه و بازار آورده شدند. در دوره‌های بعد، به‌ویژه در دورهٔ سلطنت ویشنووی‌ها و نیز در دوران پادشاهی قطب‌شاهیان، ادبیات تلوگو شکوفا شد و آثاری با مضامین دینی، عاشقانه، فلسفی و تاریخی پدید آمد. شاعران بزرگی چون نانّایا، تیکّانا، یرّاپراگادا و ویملاناتا از چهره‌های برجستهٔ ادبیات کلاسیک تلوگو هستند. امروزه نیز این زبان در حوزهٔ ادبیات، سینما، تئاتر و رسانه‌های هند نقش مهمی دارد.